# 怠工
怠工是一種工业行動，指勞工在履行其職務時，故意降低工作的生产率或效率。一般認為怠工的較罷工和緩，且對於勞工與工會的風險與成本較低，因此怠工可以作為罷工的前奏或替代方案。罷工的勞工通常沒有薪資，且有被撤換的風險，因此怠工被視為一種能對管理階層施壓，同時又得以避免這些後果的手段。 
即使如此，參與怠工的勞工通常會遭到懲處，甚至有時會遭到解雇或法律處罰。

## 案例
在1970年代，於英国達格納姆的福特汽車工廠，福特汽車的管理階層將生產線的速率從每分鐘18英尺提高到21英尺，由於這已經是第二次加速，工廠員工對此感到不平，工廠員工因此發起怠工。員工怠工後，福特汽車的管理階層將速率降回到每分鐘18英尺。
2011年7月，澳洲航空工程師發起了一種不尋常的怠工，右撇子的工程師只用左手操作工具。

## 按章怠工
另一種怠工的形式是按章怠工，「章」指的是勞工的工作守則，通常是為了安全或品質控管所制定的。然而在實務上為了提升效率，許多工作守則的內容中保留了許多可變通的彈性空間，工會可以藉此彈性空間發動按章怠工，促使勞工完全按照工作守則執行業務，使工作效率降低。
按章怠工的優點在於，由於勞工的行為完全合乎管理階層所制定的工作守則，勞工及工會可以宣稱他們沒有失職的事實。例如，捷運在停靠各站時應該要開啟車門長達一定時間，但實務上會縮短開門時間以提高效率，公車駕駛在實務上經常容許超載旅客，資深的機師在惡劣的天候仍能安全飛航，而在按章怠工期間，捷運駕駛可能會依規定開啟車門長達一定時間，公車駕駛可能會減緩駕駛速度並拒絕超載旅客，機師可能會在天候稍微不佳時便拒絕飛航。
按章怠工，與按章工作類似但稍有不同，按章工作是指勞工拒絕執行超出其職責的業務。